# Нойбург-ам-Інн
Нойбург-ам-Інн (нім. Neuburg am Inn) — громада в Німеччині, знаходиться в землі Баварія. Підпорядковується адміністративному округу Нижня Баварія. Входить до складу району Пассау.
Площа — 41,84 км2. Населення становить 4291 ос. (станом на 31 грудня 2020).